# Paula Smith
Paula White Smith (Boulder, 10 gennaio 1957) è un'ex tennista statunitense.

## Biografia
Durante la sua carriera giunse in finale nel doppio al Roland Garros 1981 perdendo contro la coppia composta da Rosalyn Fairbank e Tanya Harford in due set (6-1, 6-3) (la sua compagna nell'occasione era la connazionale Candy Reynolds), finale che mancò pochi anni prima nel 1978 quando giunse alle semifinali.
A Wimbledon 1980 giunse nelle semifinali perdendo contro Rosemary Casals e Wendy Turnbull.
Nel singolo il suo miglior risultato fu il terzo turno raggiunto agli US Open del 1980 dove perse contro Hana Mandlíková per 6-2, 6-3 e due all'Open di Francia: 1982, dove perse contro Virginia Ruzici e nel 1983.
Fece parte della squadra statunitense di Fed Cup nel 1983 ottenendo tre successi in altrettanti incontri in coppia con Candy Reynolds.

## Statistiche

### Finali nei tornei del Grande Slam

#### Doppio

##### Finali perse (1)
| Nr. | Anno | Torneo                  | Superficie  | Compagna       | Avversarie in finale           | Punteggio |
| 1.  | 1981 | Open di Francia, Parigi | Terra rossa | Candy Reynolds | Rosalyn Fairbank Tanya Harford | 1–6, 3–6  |

#### Doppio misto

##### Finali perse (1)
| Nr. | Anno | Torneo                  | Superficie  | Compagno           | Avversari in finale                 | Punteggio     |
| 1.  | 1985 | Open di Francia, Parigi | Terra rossa | Francisco González | Heinz Günthardt Martina Navratilova | 6–2, 3–6, 2–6 |